# Sultan-Achmed Magomedsalichowitsch Ibragimow
Sultan-Achmed Magomedsalichowitsch Ibragimow (russisch Султан-Ахмед Магомедсалихович Ибрагимов, im Ausland meist nur unter dem Vornamen Sultan bekannt; * 8. März 1975 in Tljarata, Dagestanische ASSR, Sowjetunion) ist ein ehemaliger russischer Schwergewichtsboxer und WBO-Weltmeister.

## Amateurkarriere
Ibragimow, ein muslimischer Aware aus der russischen Teilrepublik Dagestan, wurde im Dorf Tljarata geboren und veerbrachte dort seine Kindheit. Nach der Übersiedlung in die Stadt Kaspijsk begann er erst im Alter von 17 Jahren mit dem Boxen.
Im Jahr 2000 wurde der Rechtsausleger bei der Europameisterschaft Zweiter, er verlor dabei im Finale gegen den Franzosen Jackson Chanet. Im Finale der Olympischen Spiele 2000 in Sydney in der 91-kg-Klasse unterlag er dem Kubaner Félix Savón und gewann die Silbermedaille. Im Laufe des Turniers schlug er Jackson Chanet, Frankreich (18:13) und Wladimir Tschanturia, Georgien (19:4). 2001 wurde Ibragimow russischer Meister und belegte zudem bei den Weltmeisterschaften in Belfast einen dritten Platz, nachdem er im Halbfinale Odlanier Solís, Kuba (23:13), unterlag. Im Laufe des Turniers schlug er u. a. Kubrat Pulew, Bulgarien (15:12). Beim Chemiepokal 2002 besiegte er Steffen Kretschmann, verlor im Finale aber erneut gegen Solís.

## Profikarriere
2002 wechselte Ibragimow in das Profilager. Er boxte hauptsächlich in den USA, zunächst beim umstrittenen Trainer Panama Lewis, der mehrmals bei einem seiner Boxer die Handschuhe manipulierte und dem drogensüchtigen Aaron Pryor in einem Kampf gegen Alexis Argüello eine mysteriöse (mutmaßlich präparierte) Flasche zusteckte. Ibragimow wird vom umstrittenen russischen Oligarchen Sulejman Kerimow gesponsert.
2005 besiegte er die ersten bekannteren Gegner, wie Ex-IBF-Cruisergewichtsweltmeister Alfred Cole, den Nigerianer Friday Ahunanya, der ihn erstmals in seiner Profikarriere zu Boden schlug, und Lance Whitaker, gegen den er im Dezember des Jahres vorzeitig in der siebten Runde gewann.
Im Mai 2006 entschied die IBF, dass Ibragimow gegen Ray Austin um die Position des Pflichtherausforderers von Wladimir Klitschko boxen sollte. Austin lehnte jedoch zunächst ab, woraufhin die IBF als Nächstes John Ruiz als Gegner Ibragimows im Ausscheidungskampf ernannte. Als Ruiz jedoch in der WBA-Rangliste auf die Position des Erstplatzierten rückte, sagte auch er die Begegnung ab.
Die IBF setzte daraufhin abermals einen Kampf zwischen Ibragimow und Austin an, dem Austin diesmal zustimmte. Ibragimows Promoterfirma Warriors Boxing ersteigerte die Austragungsrechte des Kampfes für 810.000 US-Dollar. Die einzig weitere mitbietende Firma Don King Productions gab lediglich das Mindestgebot ab. Ibragimow trennte sich am 28. Juli 2006 von Austin unentschieden, beide Boxer mussten im Kampfverlauf zu Boden. Trainer Lewis wurde nach dieser Enttäuschung gefeuert.
Obwohl somit im Ring kein Pflichtherausforderer für den IBF-Titelträger ermittelt wurde, wird es nicht zu einem direkten Rückkampf zwischen Austin und Ibragimow kommen. Austin wurde am „grünen Tisch“ zur Nummer eins der IBF ernannt. Ibragimow konnte durch das Unentschieden in der Rangliste der WBO auf die erste Position vorrücken und zum Pflichtherausforderer von Titelträger Shannon Briggs aufsteigen. Der Titelkampf gegen Briggs war für März 2007 geplant, musste aber wegen einer Erkrankung Briggs' verschoben werden. Als Ersatzgegner für Briggs trat Ibragimow in der Zwischenzeit gegen Javier Mora an, Ibragimow bereitete dem Mexikaner seine erste K.-o.-Niederlage. Er siegte in der ersten Runde. Den Titelkampf gegen WBO-Weltmeister Briggs gewann er am 2. Juni 2007 in Atlantic City einstimmig nach Punkten.
Anschließend sollte er am 13. Oktober 2007 in Moskau gegen den usbekischen WBA-Weltmeister Ruslan Chagayev in einem Vereinigungskampf antreten. Chagayev sagte aufgrund einer Magenerkrankung ab; laut der BoxSport-Ausgabe vom September 2007 litt er jedoch an einer Hepatitiserkrankung. Ibragimow trat stattdessen gegen Evander Holyfield an, der als mittlerweile 44-Jähriger zum fünften Mal einen Schwergewichtstitel erobern wollte. Holyfield konnte den wesentlich agileren Ibragimow, der einstimmig nach Punkten siegte, jedoch nie in Gefahr bringen.
Ibragimow boxte dann am 23. Februar 2008 im Madison Square Garden in New York in einem Titelvereinigungskampf gegen den amtierenden IBF- und IBO-Weltmeister Wladimir Klitschko, der ersten Titelvereinigung im Schwergewicht seit 1999. Den Kampf und damit den WBO-Titel verlor er über zwölf Runden deutlich nach Punkten.
Seit diesem Kampf blieb Ibragimow inaktiv. Ende Juli 2009 wurde bekannt, dass Ibragimow seine Karriere beendet hat.